# Agathotoma secalis
Agathotoma secalis é uma espécie de gastrópode da família Conidae.